# Sorrow (van Gogh)
Sorrow (Kummer) ist eine Zeichnung von Vincent van Gogh. Er schuf das Werk 1882, zwei Jahre nachdem er sich entschlossen hatte, Maler zu werden. Es zeigt eine 32-jährige Frau, Clasina Maria Hoornik, genannt Sien. Die Zeichnung gilt als Meisterwerk, das Ergebnis einer langen und oft ungewissen Lehrzeit in der Technik.
Die Zeichnung gehört zu einer Serie mit Sien Hoornik als Modell. Sie wird in mehreren Briefen van Goghs erwähnt, der sie als „’t beste figuur dat ik nog geteekend heb“ (deutsch: „die beste Körperstudie, die ich je gezeichnet habe“) bezeichnete. In einem Brief vom Juli 1882 schreibt er: “Ik wil teekeningen maken die sommige menschen treffen. Sorrow is een klein begin [...] Daarin is ten minste iets direkt uit mijn eigen gemoed.” (deutsch: „Ich will Zeichnungen machen, die einige Menschen berühren. Sorrow ist ein kleiner Anfang. [...] Wenigstens ist es etwas direkt aus meinem Herzen.“).
Die Zeichnung hat die Nummer F929a im Catalogue raisonné von Jacob-Baart de la Faille. Sie gehört zur Garman Ryan Collection, die in der New Art Gallery Walsall gezeigt wurde. Zuvor befand sie sich in der Privatsammlung der Malerin Sally Ryan und hing in ihrer Suite im Dorchester Hotel in London.

## Beziehung zum Modell
Van Gogh soll Sien Hoornik im Januar 1882 mit ihrer fünfjährigen Tochter Maria Wilhelmina in den Straßen von Den Haag getroffen haben. Sie war schwanger und heruntergekommen, alkohol- und nikotinabhängig und arbeitete als Prostituierte. Aus Mitleid und Verantwortungsgefühl kümmerte sich van Gogh ungefähr ein Jahr lang um sie. Aus ihrer Sicht scheint die Beziehung nicht mehr gewesen zu sein als eine Lösung in einer schwierigen Situation, während van Gogh zeitweise eine Eheschließung beabsichtigt hat. Er gewährte ihr Unterkunft und als Gegenleistung saß sie ihm Modell.
Im Juli 1882 brachte Sien in Leiden ihren Sohn Willem zur Welt. Nach der Geburt zog sie mit van Gogh in eine Wohnung mit Atelier. Nach einer glücklichen Phase begann sie 1883 wieder zu trinken und als Prostituierte zu arbeiten. Zwar wohnten sie noch zusammen, doch die Beziehung litt. Van Gogh fand es zunehmend schwierig, sie und die Kinder zu unterstützen. Im September 1883 trennten sie sich schließlich. Sien beging 1904 Selbstmord; sie stürzte sich in die Schelde.

## Zeichnung und Symbolik
Sorrow entstand wahrscheinlich im Frühjahr 1882, zwischen dem ersten Treffen mit Sien und der Geburt ihres Sohnes. Die Zeichnung wird in einem Brief an den Bruder Theo vom 10. April 1882 erwähnt. Dieses Datum ist sehr wahrscheinlich, da im Bildvordergrund Frühlingsblumen zu sehen sind. Die Zeichnung von 44,5 cm × 27,0 cm wurde in Bleistift, Feder und Tusche auf Papier ausgeführt.
Obwohl die Grundstimmung des Bildes als trist beschrieben wird, deuten die Blumen auf Hoffnung hin. Van Gogh stellt die Frau als vom Leben gezeichnet dar, verwandt mit den Zeichnungen alter verkrüppelter Bäume wie Les racines (1882): „Ik wilde zoowel in dat blanke slanke vrouwenfiguur als in die zwarte knorrige wortels met hun knoesten iets uitdrukken van den strijd des levens.“ (Ich will sowohl in der weißen schlanken Frauenfigur wie in den schwarzen knorrigen Wurzeln mit ihren Knoten etwas über den Lebenskampf ausdrücken.)
Die Zeichnung trägt die französische Inschrift „Comment se fait-il qu'il y ait sur la terre une femme seule, délaissée?“ („Wie kann es sein, dass eine Frau auf der Erde allein ist, verlassen?“), zitiert aus dem Buch La Femme des zeitgenössischen Soziologen Jules Michelet. Das Zitat vermittelt einen Schlüssel zu Themen in van Goghs frühen Werken.

## Versionen

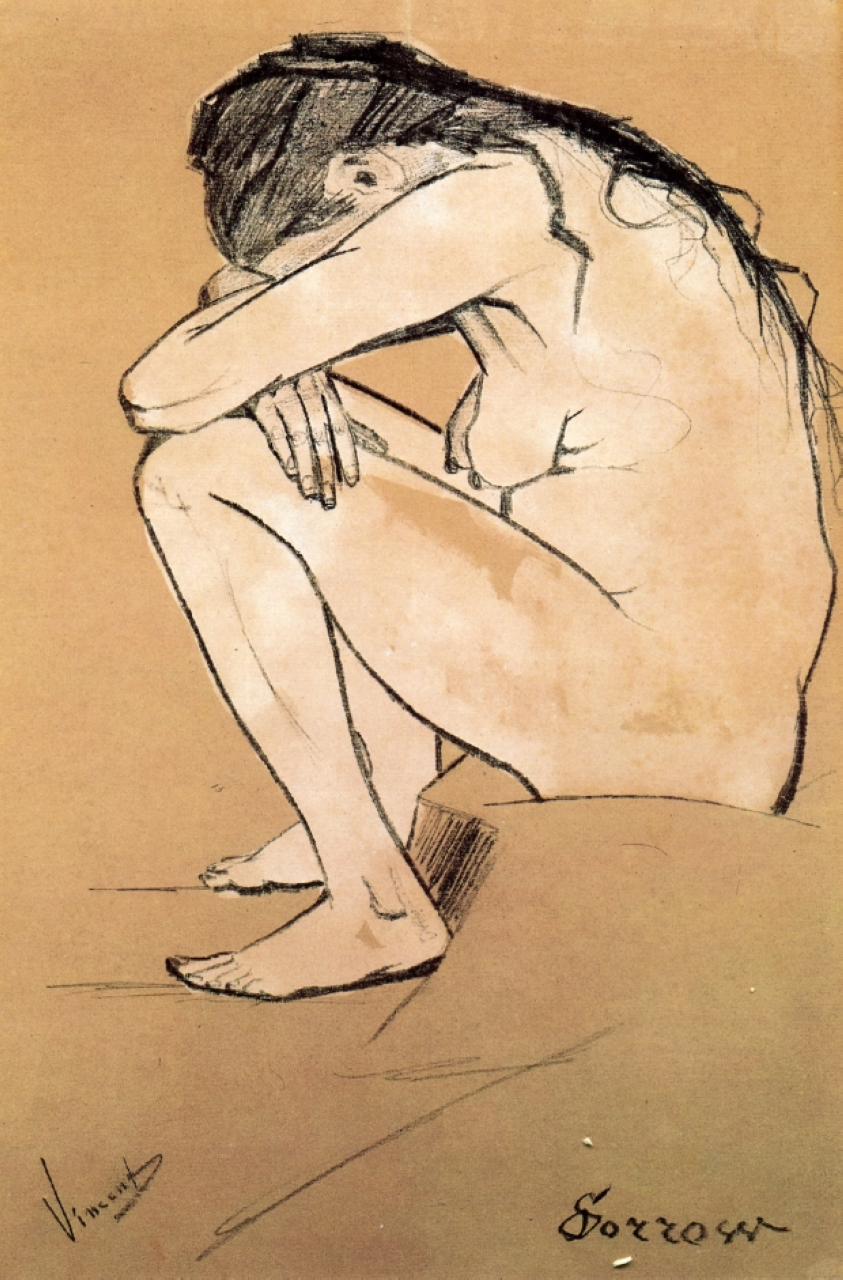
Andere Version (F929)

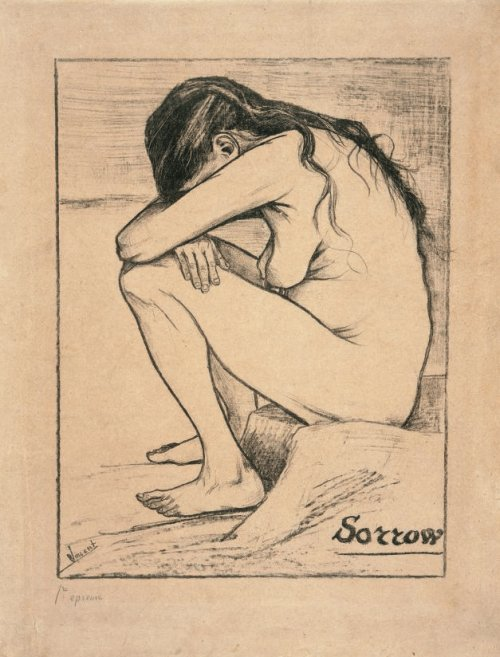
Druck (F 1655, JH 259)

Angeblich gab es vier Versionen von Sorrow aus der ersten Aprilhälfte 1882, die originale Zeichnung und zwei Blätter, die darunterlagen. Van Gogh bearbeitete die Blätter, die unabsichtlich entstanden waren. Zehn Tage nach der ersten Zeichnung übertrug er das Motiv auf eine größere Version. Er erwähnte sie in einem Brief an Theo vom 1. Mai 1882: Jetzt habe ich zwei größere Zeichnungen fertig. Zunächst Sorrow, doch in größerem Format, die Figur ohne Beiwerk. Doch die Stellung ist etwas verändert, das Haar hängt nicht mehr hinten über den Rücken, sondern nach vorn, zum Teil in einer Flechte. Dadurch ist Schultergelenk, Hals und Rücken mehr zu sehen. Und die Figur ist mit größerer Sorgfalt gezeichnet. Die Zeichnung zog er auf Karton. Es ist unbekannt, ob diese Version noch existiert. Eine weitere der erwähnten Versionen, die er laut Brief am 10. April an seinen Bruder gesandt hat, gilt als verschollen.
Drucke der Versionen von Sorrow befinden sich in den Sammlungen des Van Gogh Museum in Amsterdam, das zwei Kopien besitzt, und des Museum of Modern Art, New York. Der letztere Druck wurde von J. Smulders & Cie. in Den Haag ausgeführt.